# Karneval in Veracruz
Der Karneval in Veracruz ist eine der bedeutendsten Karnevalsveranstaltungen von Mexiko und einer der bekanntesten weltweit. Er ist das größte Volksfest in der Hafenstadt Veracruz und an den Tagen zwischen Samstag und Dienstag sind sämtliche Ämter und Büros der Stadt geschlossen. Zudem sind in den drei Nächten von Samstag bis Dienstag die Hotels der Stadt bereits Wochen im Voraus komplett ausgebucht.
Der Karneval von Veracruz wurde erstmals 1925 ausgetragen. Wegen des ständig gestiegenen Besucheraufkommens wird der Karneval, der ursprünglich auf einige Straßenblocks im Stadtzentrum begrenzt war, seit 1991 auf dem mehr als 2 km langen Boulevard Manuel Ávila Camacho ausgetragen.
Hauptattraktion sind die Karnevalsumzüge, die an diesen vier Tagen zwischen dem Stadtzentrum und dem Vorort Boca del Río auf dem entlang des Golfs von Mexiko gelegenen Boulevard Manuel Ávila Camacho täglich stattfinden. Die ansonsten als eine der Hauptverkehrsadern der beiden Nachbarstädte geltende Verbindungsstraße wird während der „närrischen Tage“ dem Autoverkehr komplett entzogen und kann dann nur von Fußgängern genutzt werden. Beiderseits der Straße werden Tribünen aufgebaut, zwischen denen die Karnevalsumzüge vom Hafen bis in den unmittelbar an die Hafenstadt grenzenden Vorort und umgekehrt stattfinden. Um einen Platz auf einer der Tribünen zu bekommen, ist ein Ticket zu erwerben, das 2009 etwa 50 Pesos kostete. Der erste Umzug findet am frühen Samstagabend statt und ist fast immer restlos ausverkauft, während der Umzug am Montagvormittag vor halbleeren Rängen stattfindet.

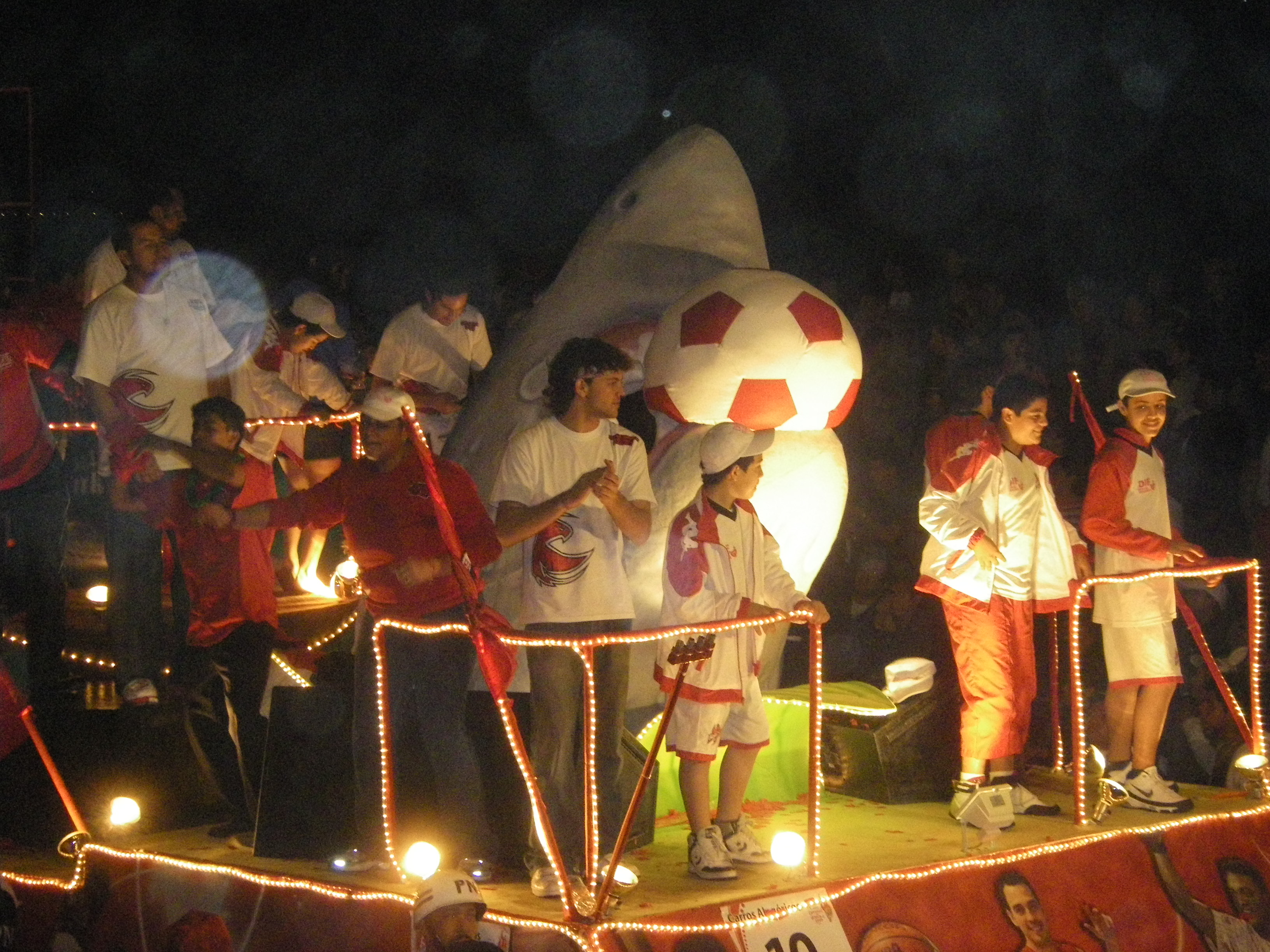
Motivwagen der Tiburones Rojos
Motivwagen in 2009
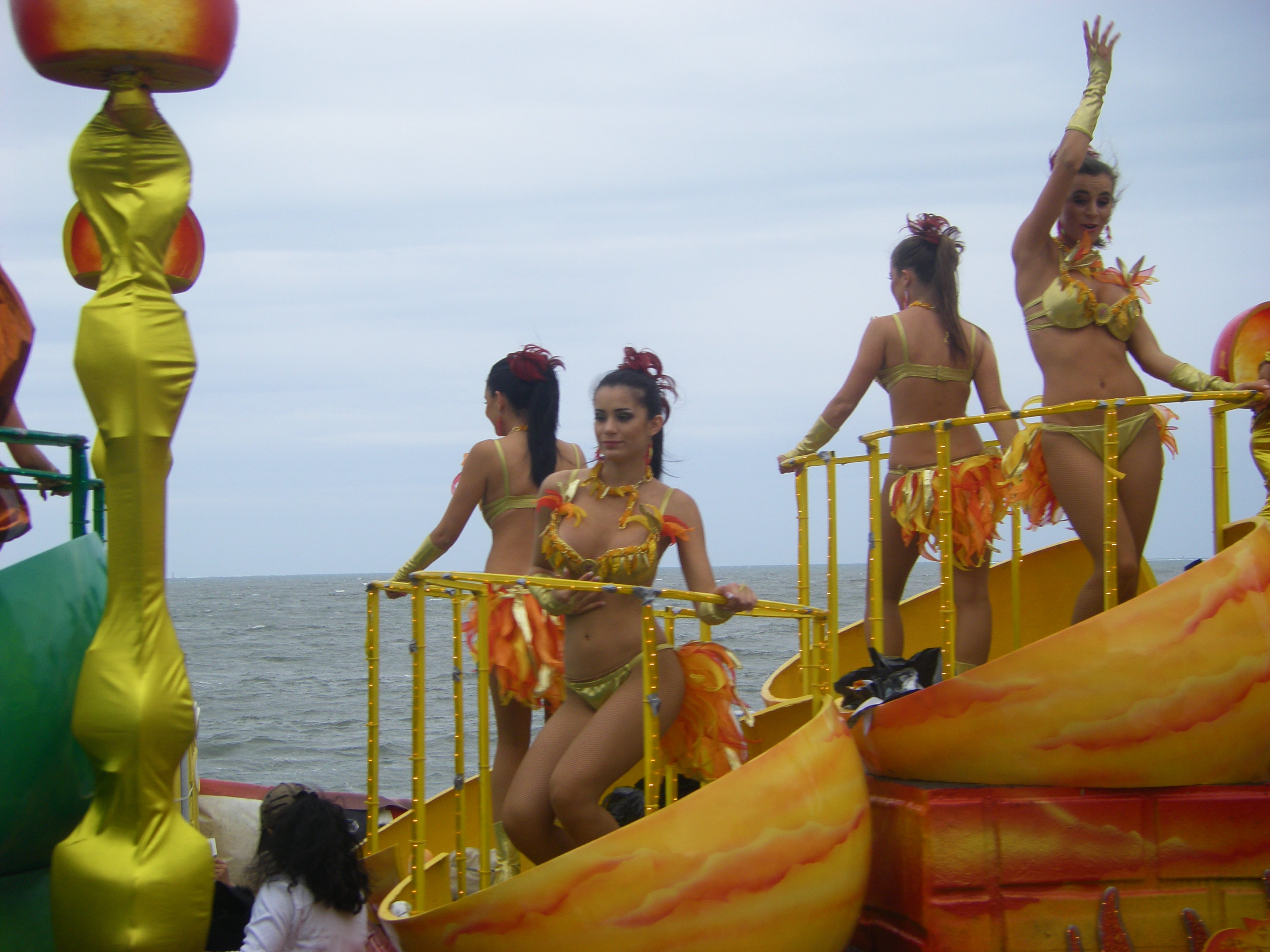
Motivwagen mit Tänzerinnen
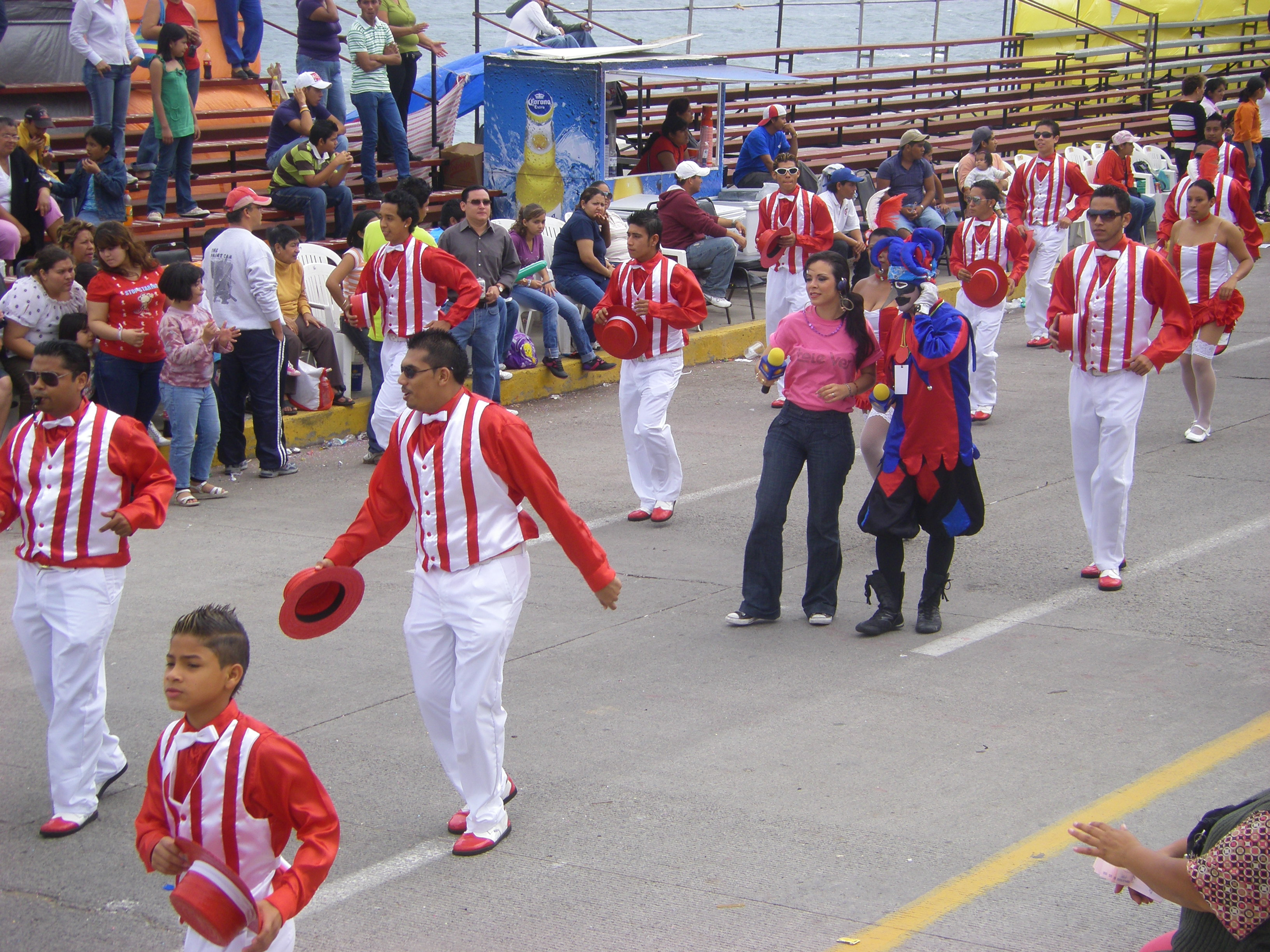
Tanzgruppe und TV-Moderatoren
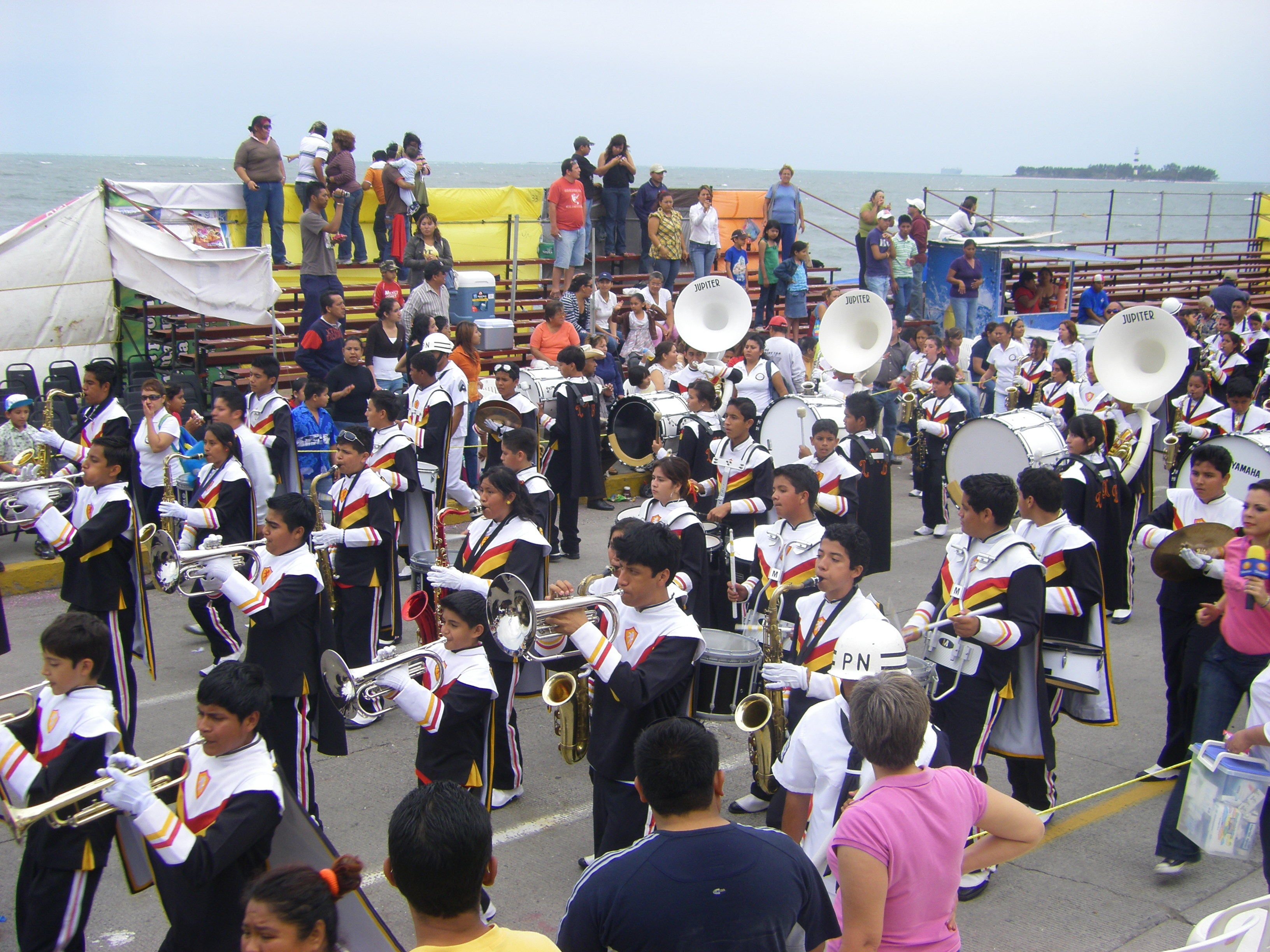
Blaskapelle